# Festival Internacional de Cinema de Sant Sebastià 1969
La 17a edició del Festival Internacional de Cinema de Sant Sebastià va tenir lloc entre el 16 i el 24 de juny de 1969. En aquesta edició continuava tenint la categoria A de la FIAPF, és a dir, festival competitiu no especialitzat.

## Desenvolupament
Fou inaugurat sota la presidència de l'alcalde de Sant Sebastià Felipe de Ugarte i del subdirector general de Cultura i Espectacles Francisco Sanabria Martín per l'absència del director general Carlos Robles Piquer. El dia 16 fou projectada The Lion in Winter, que es presentava fora de concurs, i el 17 l'espanyola Los desafíos i l'alemanya Scarabea - Wieviel Erde braucht der Mensch?. El 18 es van projectar Samotność we dwoje i Imam dvije mame i dva tate. El dia 19 es va exhibir If..., premiada a Canes i que no participava al festival, la soviètica Juravuixka i l'hongaresa Sziget a szárazföldön, ambdues en blanc i negre. El dia 20 es projectaren l'estatunidenca The Lost Man, protagonitzada per Sidney Poitier, i la britànica Un treball a Itàlia, protagonitzada per Michael Caine. El dia 21 es van projectar Pierre et Paul i L'amante di Gramigna, que foren ben acollides pel públic. El dia 22 es van projectar El cadáver exquisito, que fou ben acollida, Zert i Changes, que fou considerada "mediocre" pels crítics. El dia 24 es van exhibir Laughter in the Dark i Une femme douce i a la tarda es van atorgar els premis.

## Retrospectiva
Conjuntament al festival es va fer una retrospectiva al director germano-estatunidenc Josef von Sternberg, amb la projecció de The Docks of New York (1928), Morocco (1930), Dishonored (1931), An American Tragedy (1931), Shanghai Express (1932), Blonde Venus (1932), The Scarlet Empress (1934) i El diable era una dona (1935).

## Jurat oficial
- Josef von Sternberg
- Adriano Baracco
- George Brown
- Ernesto Halffter
- Patricio Kaulen
- Félix Martialay

## Selecció oficial
Les pel·lícules de la selecció oficial de 1969 foren:
- Els germans Karamàzov d'Ivan Píriev (fora de concurs)
- Changes de Hall Bartlett
- El cadáver exquisito de Vicente Aranda
- Imam dvije mame i dva tate de Krešo Golik
- L'amante di Gramigna de Carlo Lizzani
- Laughter in the Dark de Tony Richardson
- Los desafíos de José Luis Egea, Víctor Erice i Claudio Guerín
- Pierre et Paul de René Allio
- Samotność we dwoje de Stanisław Różewicz
- Scarabea - Wieviel Erde braucht der Mensch? de Hans-Jürgen Syberberg
- Sziget a szárazföldön de Judit Elèk
- Un treball a Itàlia de Peter Collinson
- The Lion in Winter d'Anthony Harvey
- The Lost Man de Robert Alan Aurthur
- Gent de pluja de Francis Ford Coppola
- Una macchia rosa d'Enzo Muzii
- Une femme douce de Robert Bresson
- Zert de Jaromil Jireš
- Juravuixka de Nikolai Moskalenko

## Palmarès
Els premis atorgats en aquesta edició foren:
- Conquilla d'Or a la millor pel·lícula: Gent de pluja, de Francis Ford Coppola
- Conquilla d'Or (curtmetratge): Obri, de Gene Deitch
- Conquilla de plata (ex aequo): 
  - Los desafíos de José Luis Egea, Víctor Erice i Claudio Guerín 
  - Une femme douce de Robert Bresson
- Premi Sant Sebastià d'interpretació femenina (ex-aequo): 
  - Stefania Sandrelli, per L'amante di Gramigna de Carlo Lizzani 
  - Ludmila Txursina per Juravuixka de Nikolai Moskalenko
- Premi Sant Sebastià d'interpretació masculina: Nicol Williamson, per Laughter in the Dark de Tony Richardson